# Селиська (Львівський район)
Сели́ська — село в Україні, у Львівському районі Львівської області. Населення становить 311 осіб. Орган місцевого самоврядування — Романівська сільська рада.

## Історія
Перша писемна згадка про село датується 6 червня 1455 року.
За шематизмом 1763—1765 років Селиська належали до Старосільського ключа. За списками 1763 року в селі мешкало 220 греко-католиків та 22 римо-католики.
У жовтні 1930 року село постраждало від пацифікації, яку проводила польська влада. На село було накладено контрибуцію та побито багато селян. Капралом 14-го полку уланів Язловецьких Владиславом Родзінським, пострілом з карабіну було вбито українця Дмитра Підгірного, що втікав разом з іншими від переслідування карної експедиції.
У 1943—1944 роках, під час окупації краю військами Вермахту, ляндкомісар в Ходорові видав наказ до солтисів громад, щоб вони подали список остарбайтерів, що втекли з Німеччини й повернулися додому, а також дезертирів з Баудінсту та дивізії СС «Галичина» аби вони зголосились до ляндкомісаріату для отримання «кенкарти» (посвідка на проживання). Не оминув той наказ й Селиська і 6 січня 1944 року німецька жандармерія спільно з українською поліцією наскочили на село з метою виявлення дезертирів та відправки їх до лав дивізії. Заарештували двох хлопців, але шляхом до Бібрки їх визволили повстанці. Більше окупаційна влада таких наскоків не провадила.

### Закінчення війни та діяльність УПА (1944—1953)
15 червня 1944 року розвідувальний загін, що складався з радянських партизанів та вояків польської самооборони полонила чотирьох місцевих селян, що працювали у полі поблизу лісу. Після допиту їх було страчено і того ж дня упівцями виявлено їх понівечені тіла. Місцеве лісництво було спалене. Відділ УПА чисельністю близько 130 осіб провів на терені того лісу розвідку і у так званому, Чорному лісі, що біля села Копані виявлено табір радянських партизанів чисельністю близько 200 осіб. Спостережний пункт, що розташовувався поблизу їх бункерів було знищено. Тоді ж решта радянських партизанів відкрила сильний вогонь по відділу УПА з 57 важких кулеметів та гранатометів. З огляду на дуже мале поле огляду стрільців, в бою, що тривав 15 хвилин, відділ відступив. Партизани втратили 20 вояків вбитими та багато поранених. Втрати упівців: п'ятеро поранених, один вбитий та один зник безвісти.
29—31 серпня 1944 року в лісі, неподалік села, перебувала сотня УПА окремого призначення «Сіроманці».
13 травня 1945 року на території села перебувала чота «Довбні» з сотні УПА «Свободи». Командир повстанців провів мітинг, на якому були присутні близько 60 місцевих жителів.

## Пам'ятки, визначні місця
- Дерев'яна церква Перенесення мощів святого Миколая (ПЦУ), збудована у 1860 році. Збудований з дерева храм тридільний у плані, одноверхий. Стоїть на високому фундаменті. Вівтарем орієнтований на схід, до якого з півночі примикає мурована ризниця. Зруб нави ширший від бічних. Восьмерик над навою завершується шатровим верхом із ліхтарем, оббитими бляхою. Ліхтарі розташовані також і на гребенях дахів вівтарної частини і бабинця. До бабинця із заходу прибудований ґанок, у якому розміщені два входи. Оточена церква широким піддашшям навколо, оперте на кронштейни. Під опасанням відкритий зруб, а стіни вище покриті ґонтом. Це додає значної окраси церковці. Вікна виглядають автентичними — прямокутної форми і розміщені в один ряд. На південний-захід від церкви розташована дерев'яна двоярусна дзвіниця з відкритим нижнім ярусом, накрита шатровим верхом[13]. Церква внесена до реєстру пам'яток архітектури місцевого значення під охоронним № 1470-м[14]. Належить до Перемишлянського деканату, Львівської єпархії УАПЦ.
- Мурований храм Перенесення мощів святого Миколая (УГКЦ). Від 1929 року парохом села був священик Микола Содомора, у 1952 році репресований радянською владою[15].
- Будівля школи, збудована у 1909—1920 роках. Внесена до реєстру пам'яток архітектури місцевого значення під охоронним № 2905-м[14].

## Відомі люди
- Степан Куропась (1 жовтня 1900, Селиська — 11 серпня 2001, Чикаго, США) — український громадський діяч у США, мемуарист.
- Микола Маринович — український військовий діяч, начальник Генерального штабу Української Галицької Армії. З 1920 року мешкав у селі Селиська, був головою місцевої читальні «Просвіти»[16].

## Освіта
До 2012 року в селі діяла Селиська середня загальноосвітня школа. Нині в селі працює дошкільний навчальний заклад «Промінчик».